# Ida Hedevig Moltke
Ida Hedevig Moltke, född 1744, död 1816, var en dansk grevinna. 
Hon var dotter till Frederik von Buchwald och Henriette Emilie von Holstein samt svägerska till Johan Hartvig Ernst Bernstorff och kusin till Amalie Sofie Holstein; år 1760 gifte hon sig med kammarherre greve Christian Frederik Moltke, som 1767 blev överstemarskalk. 
Hon var en ledande personlighet vid hovet och omtalad för sitt kärleksliv: hennes make hade ett förhållande med Elisabet von Eyben, medan hon själv hade ett förhållande med först Spaniens sändebud Sebastian de Llano y la Quadra och sedan kammarjunkare Karl Adolf von Plessen. Maken stod på drottningens sida gentemot Conrad Holck, men avskedades ändå 1771, och paret tvingades lämna hovet. 
När maken kort därpå avled, utbröt skandal; det gick rykten om att han hade begått självmord av sorg över makans otrohet, att han avlidit i en könssjukdom han fått av henne och att han förgiftats av sin fru och hennes älskare, som kort därefter gifta sig med varandra. Hennes andre make Karl Adolf von Plessen tillhörde kretsen kring greve Schack Carl Rantzau–Ascheberg, som tillsammans med svenska sändebudet planerade en allians mot Ryssland, där hennes make skulle sändas som agent till Sverige och Enevold Brandt till Frankrike, planer som dock inte realiserades. 
Hennes korrespondens finns bevarad och ses som en värdefull samtidskälla.